# Ulcani, Harghita
Ulcani (maghiară Ülke) este un sat în comuna Dealu din județul Harghita, Transilvania, România.

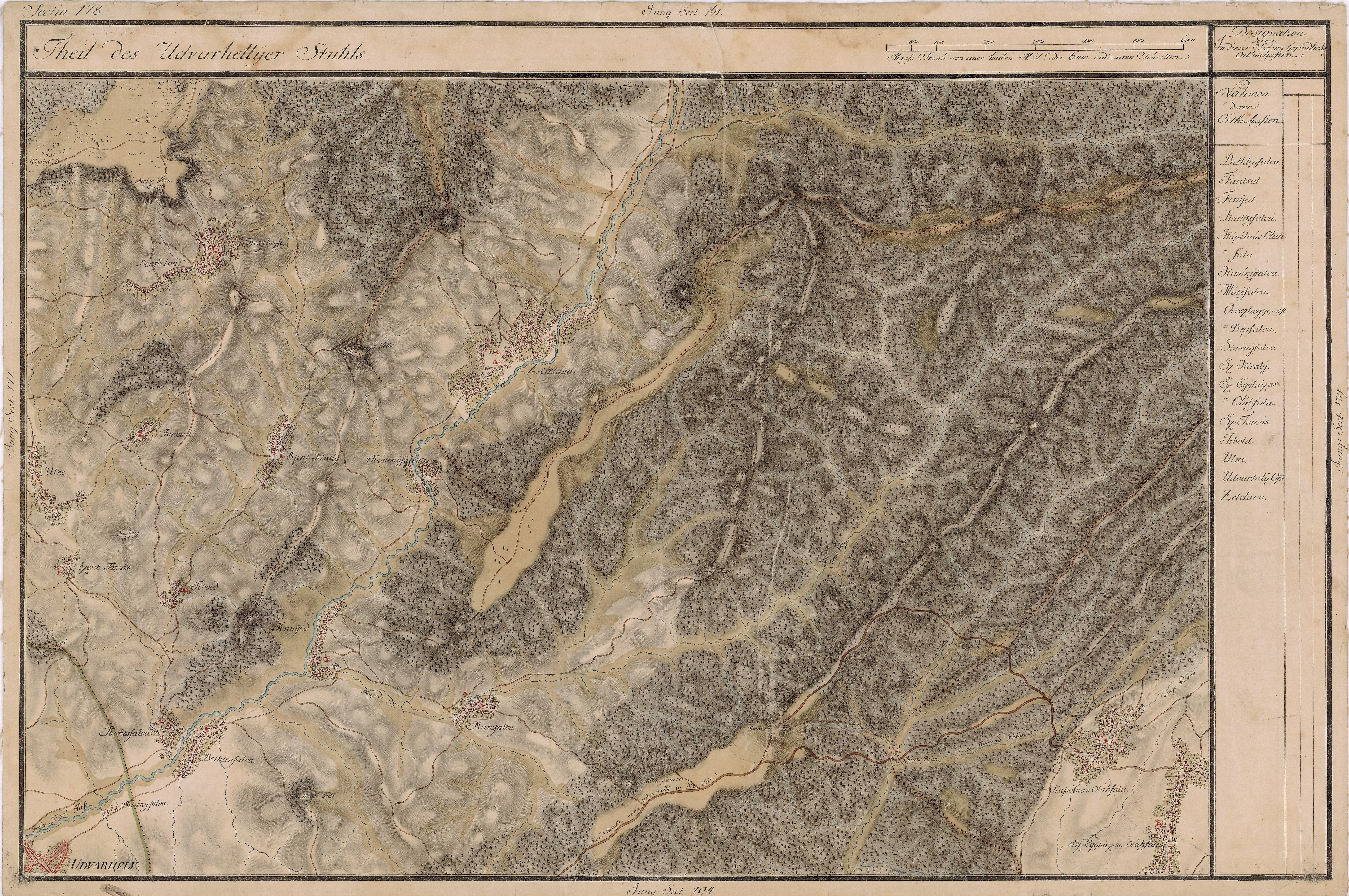
Ulcani în Harta Iosefină a Transilvaniei, 1769-73

## Imagini

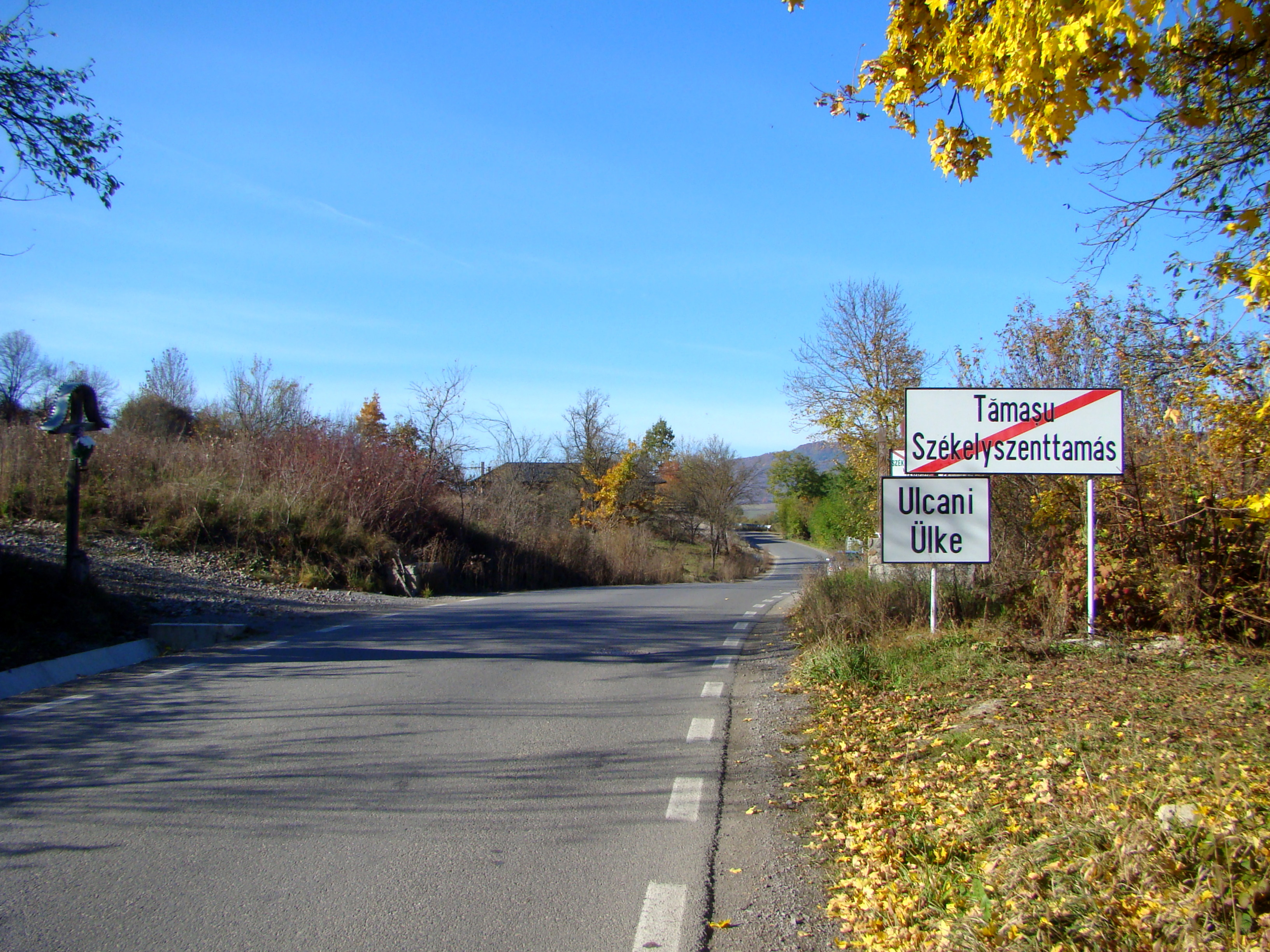
Intrarea în localitate
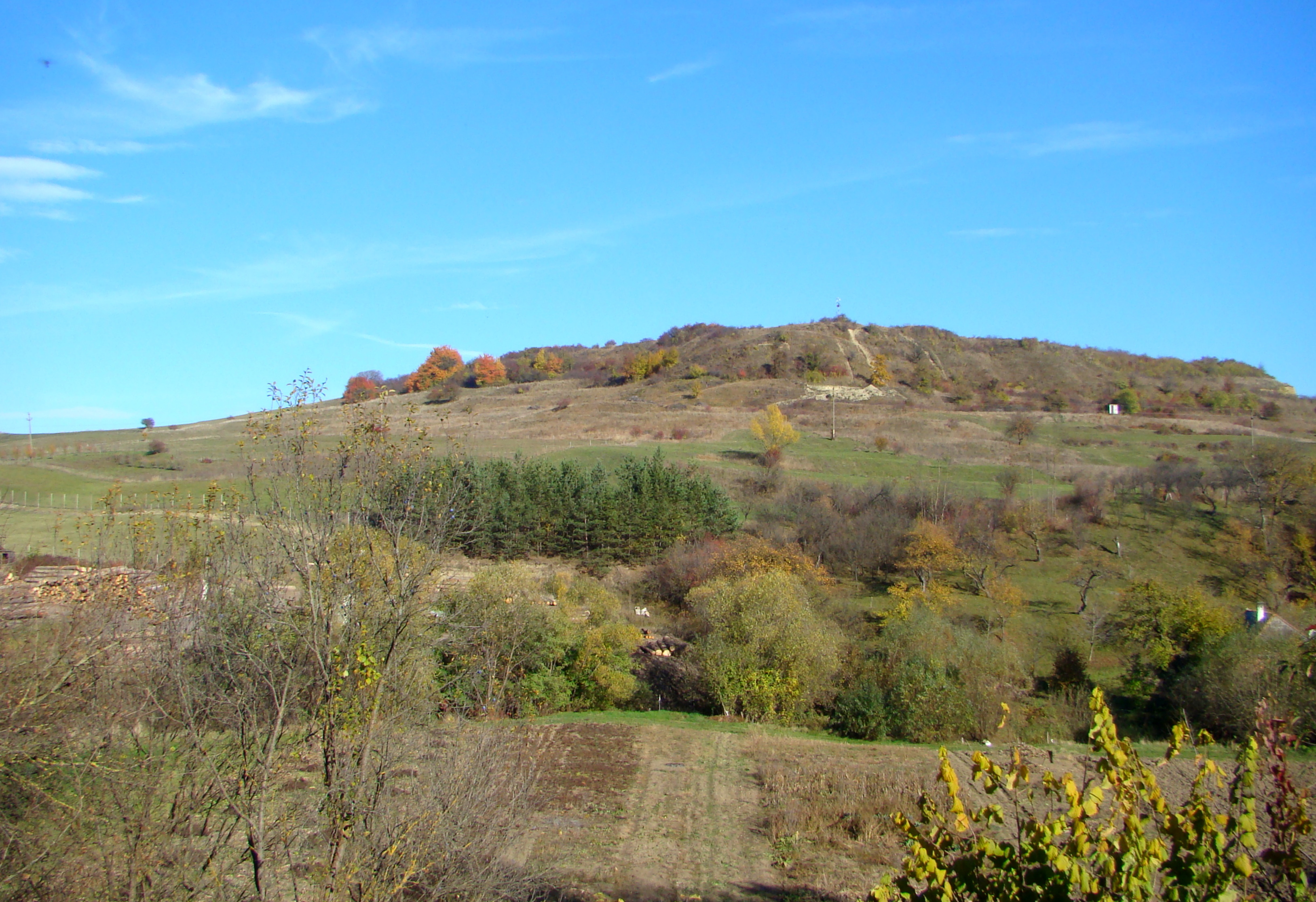
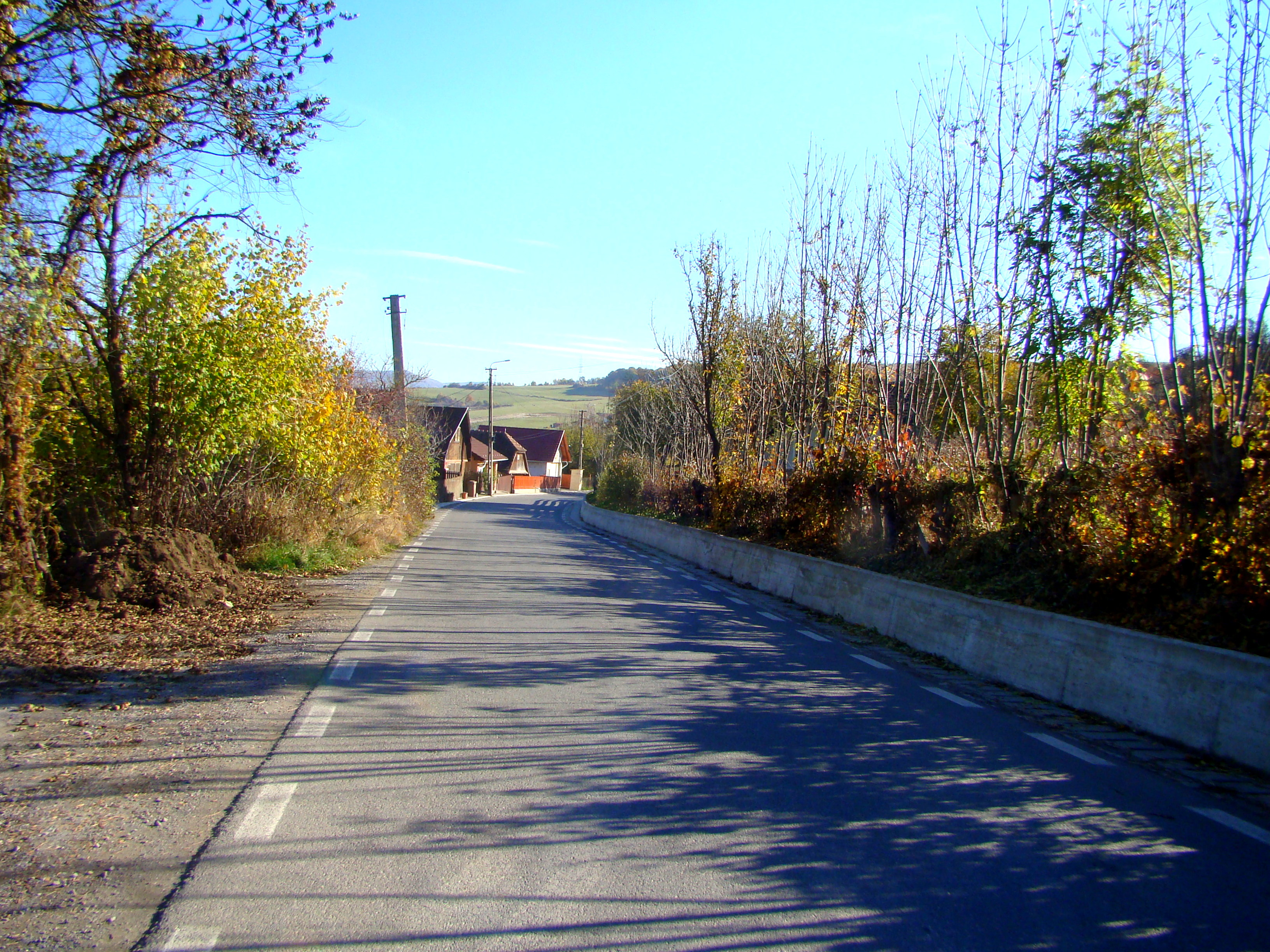
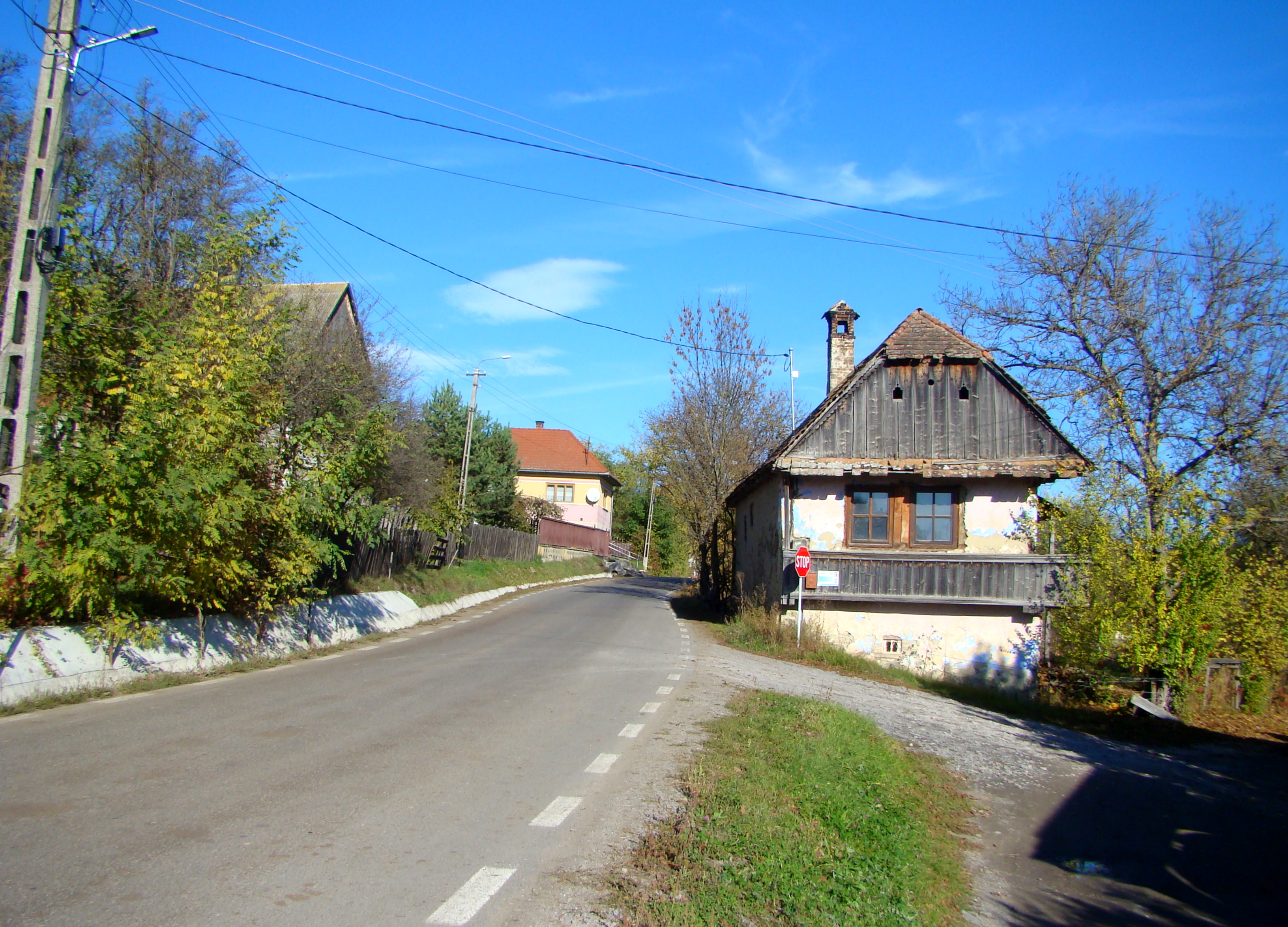
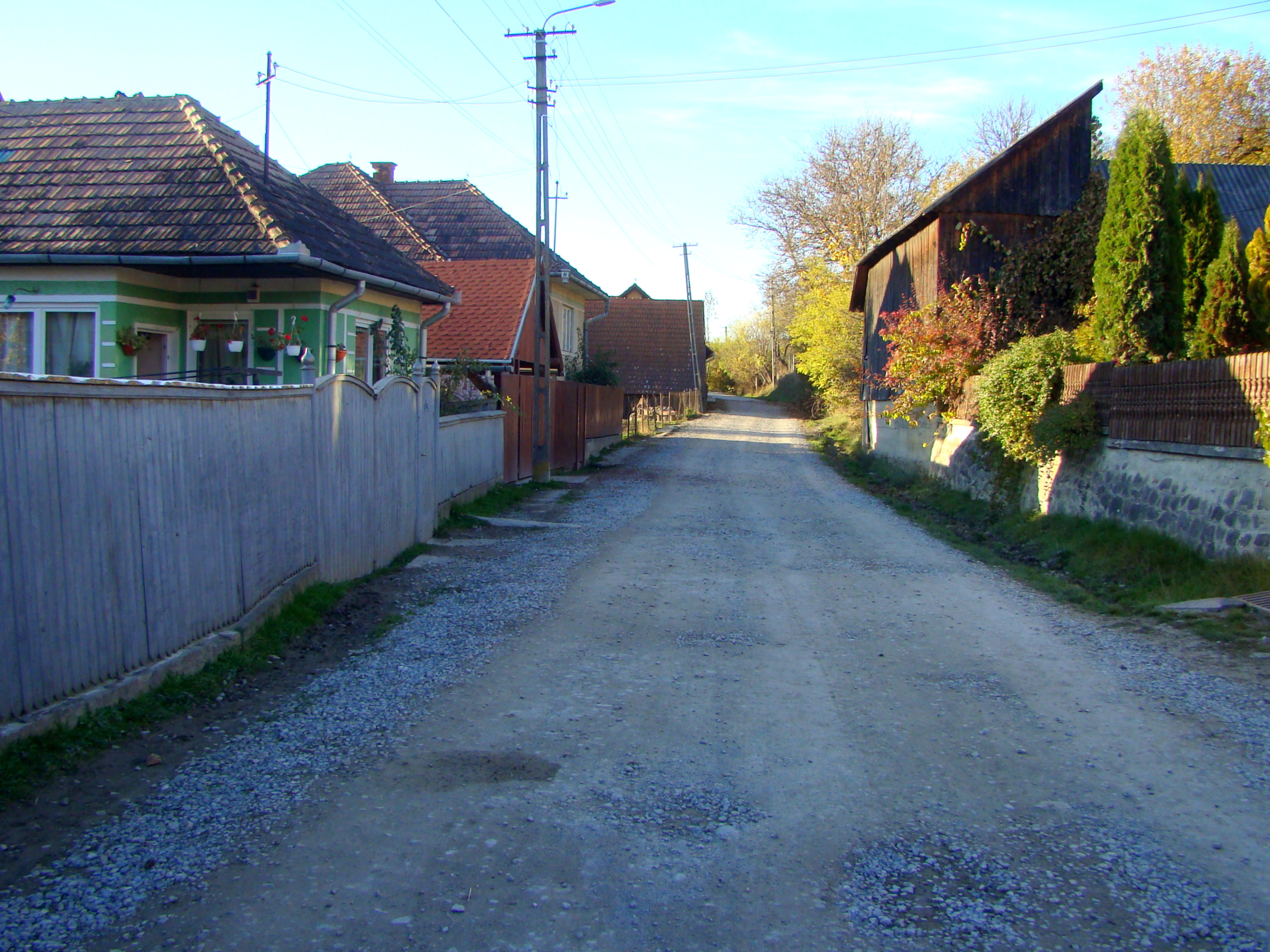
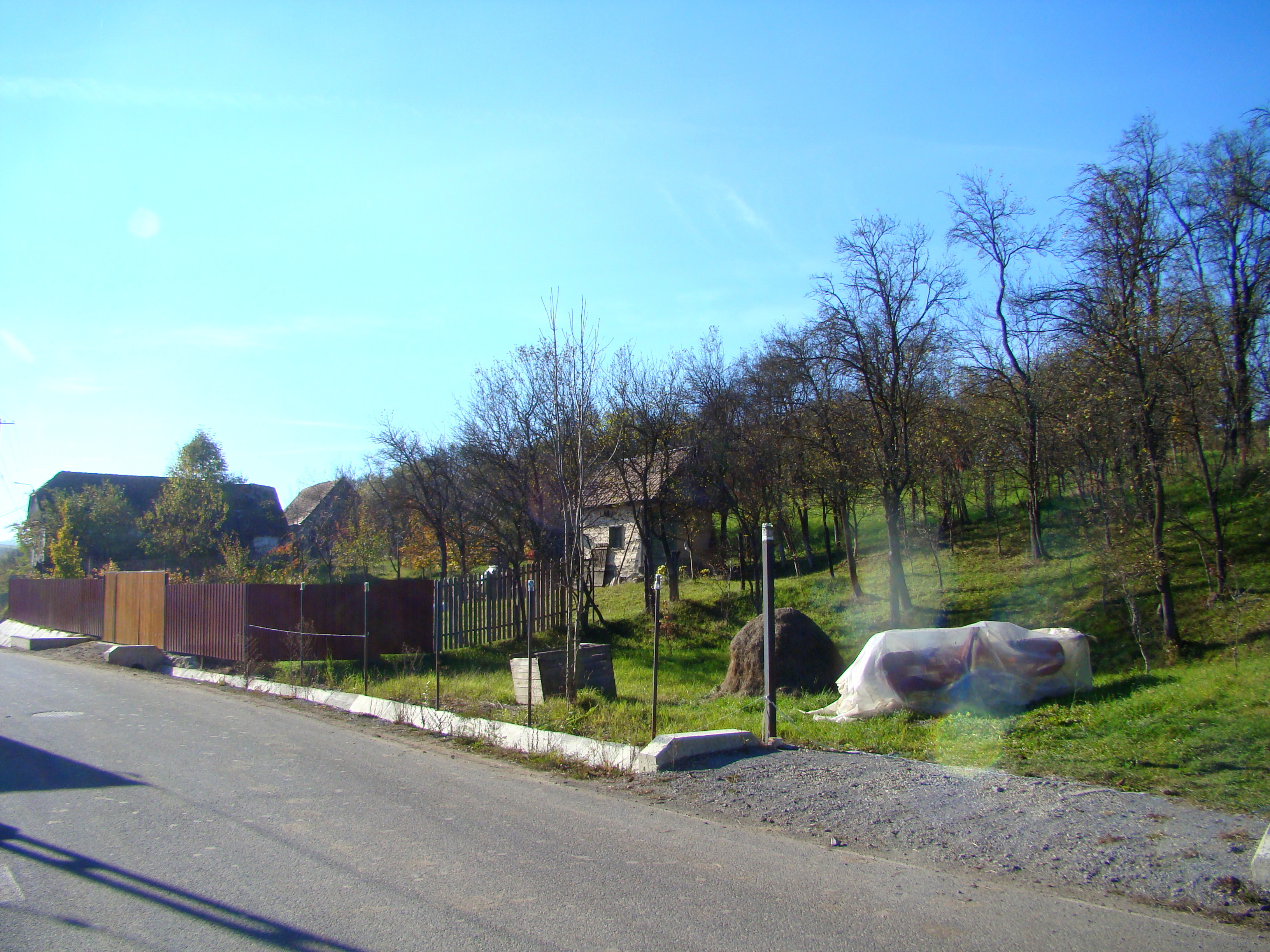
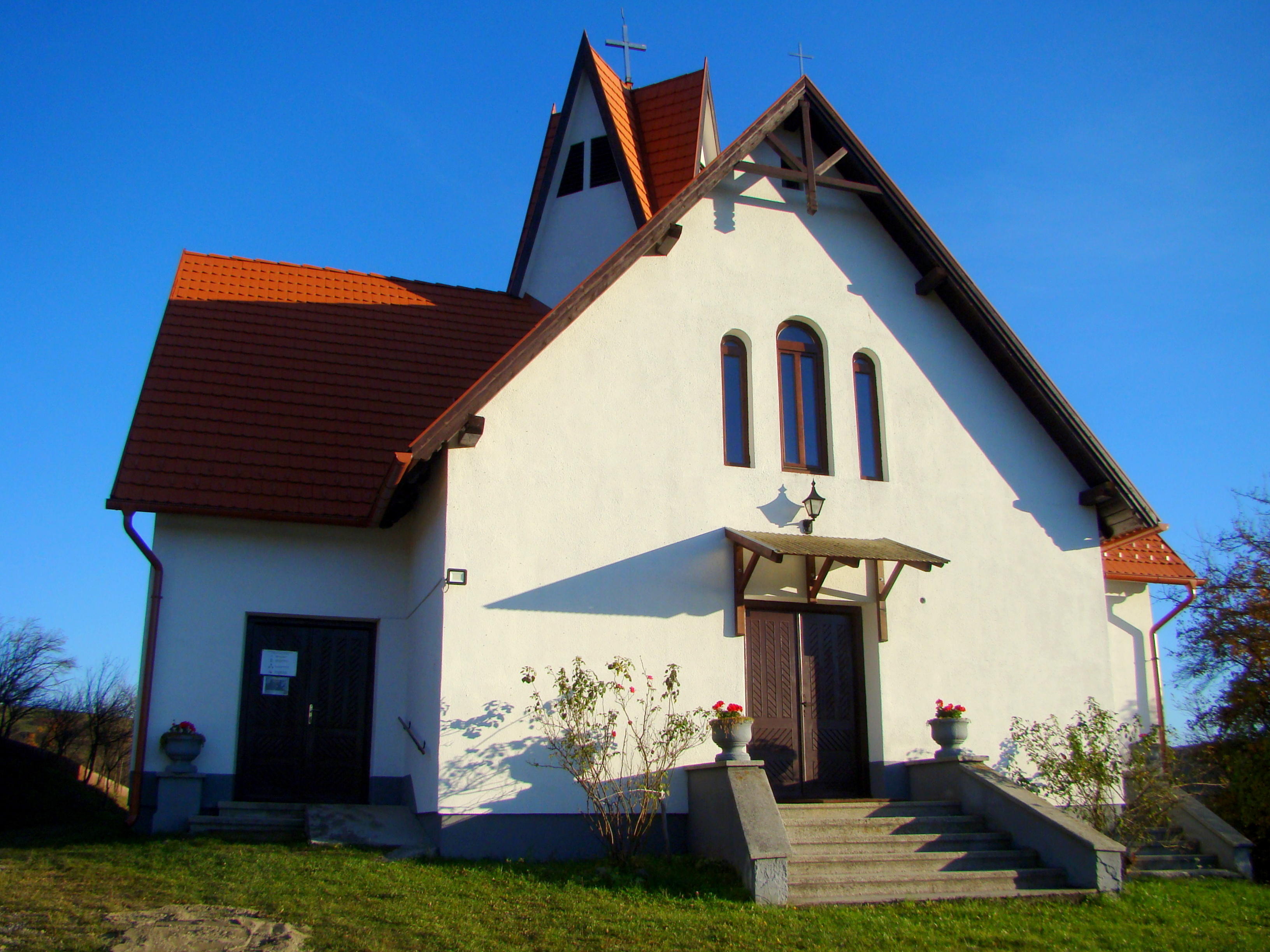
Biserica romano-catolică „Sf.Anton de Padova”
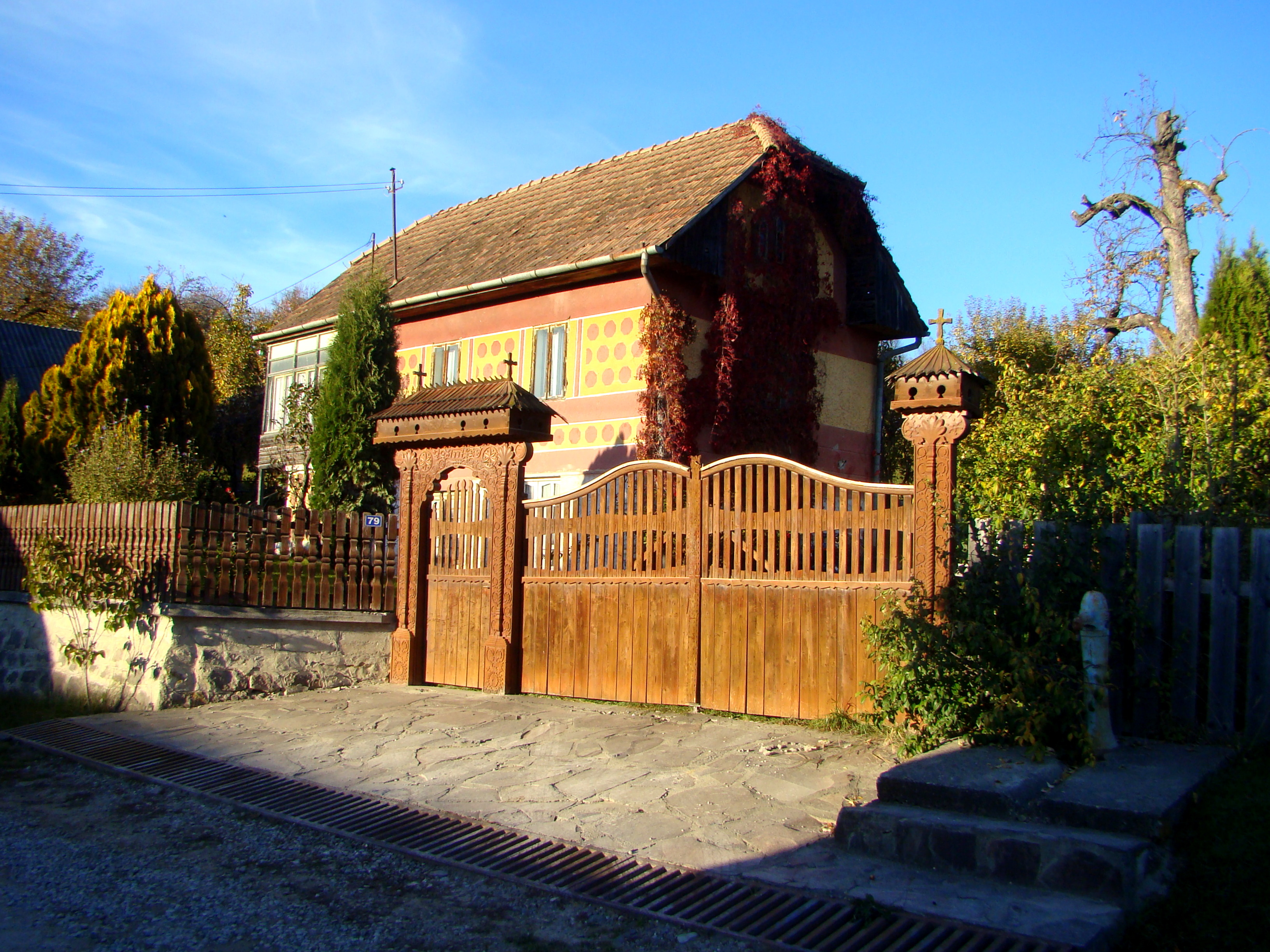
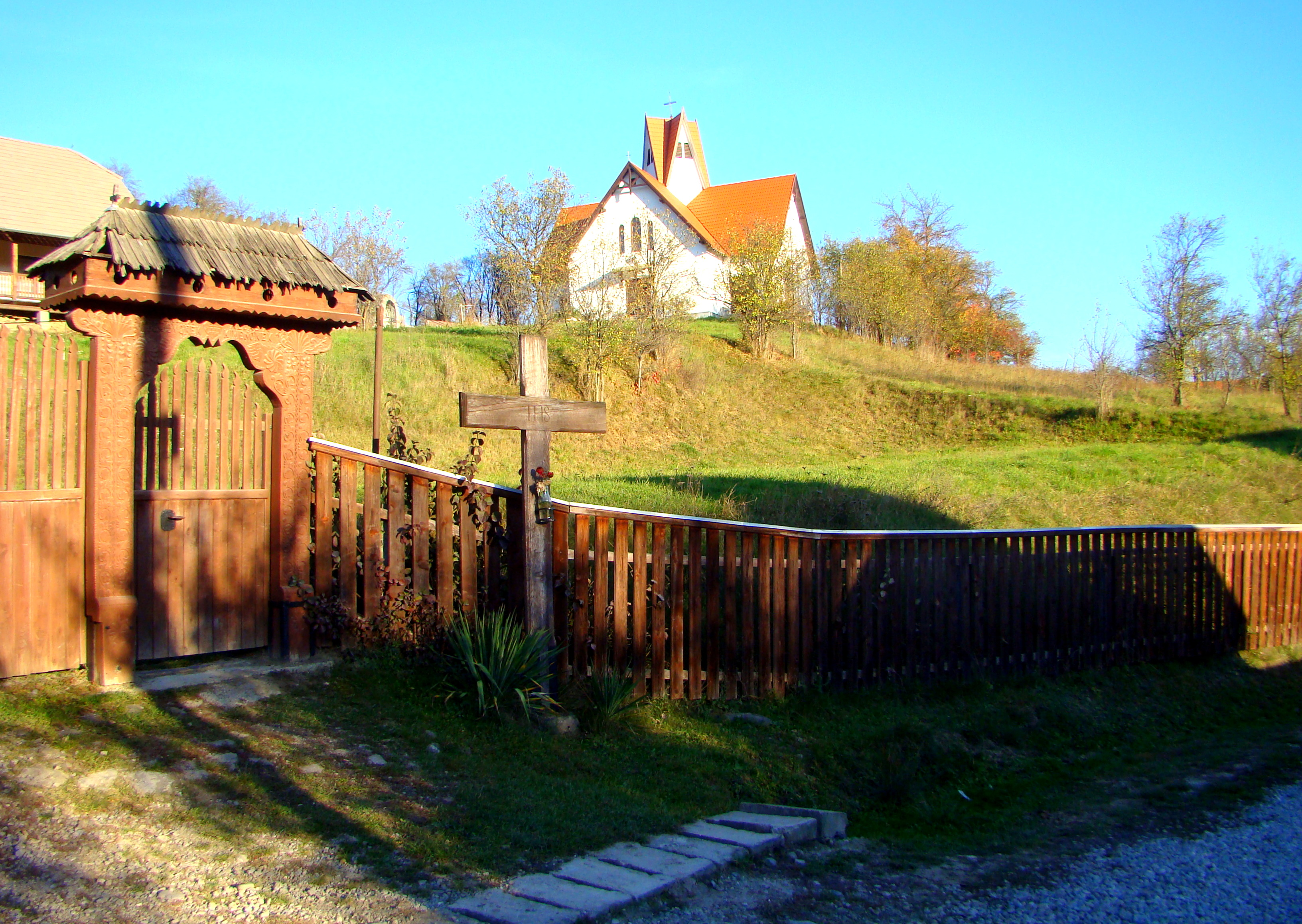
Biserica romano-catolică „Sf.Anton de Padova”
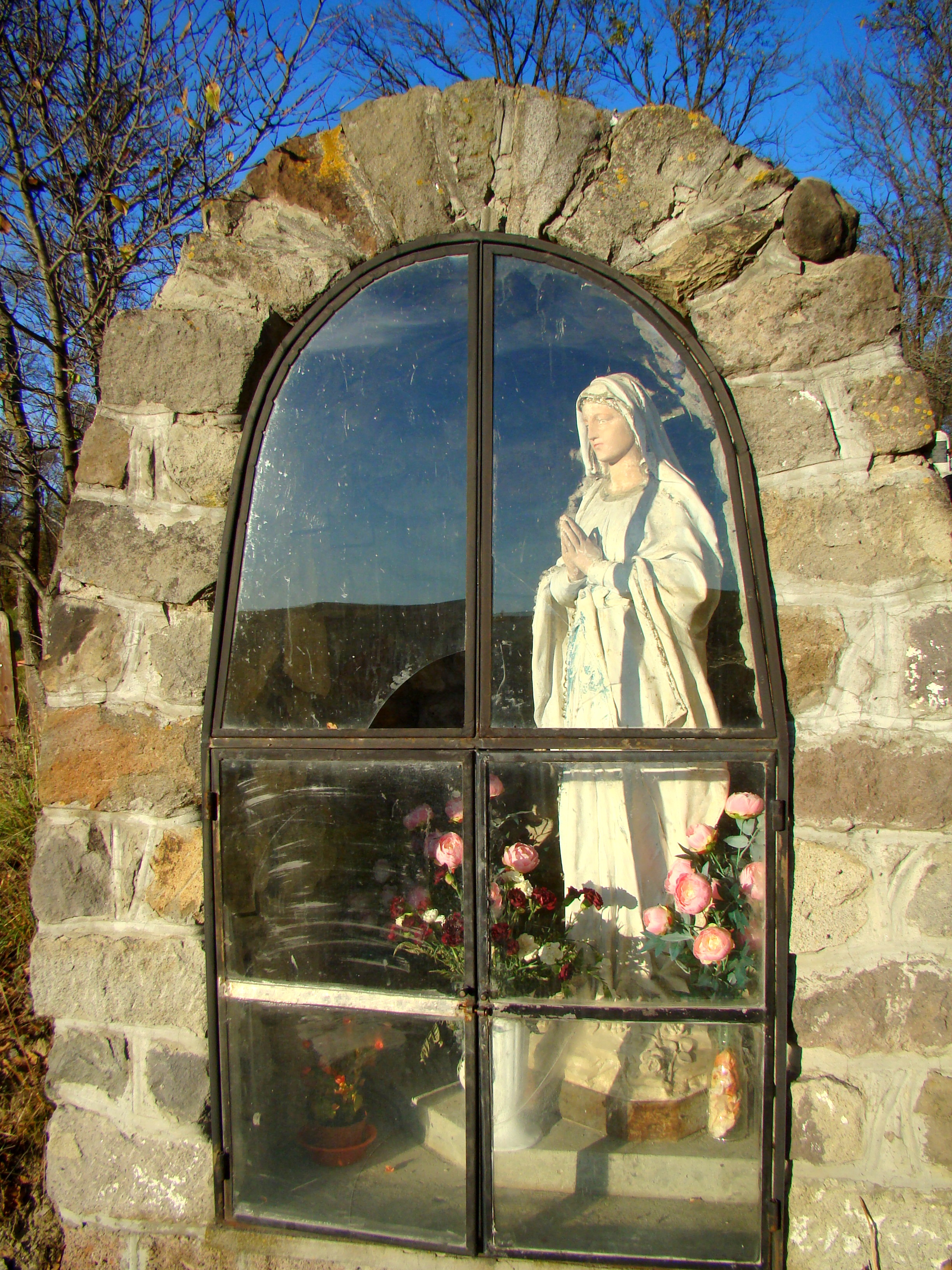
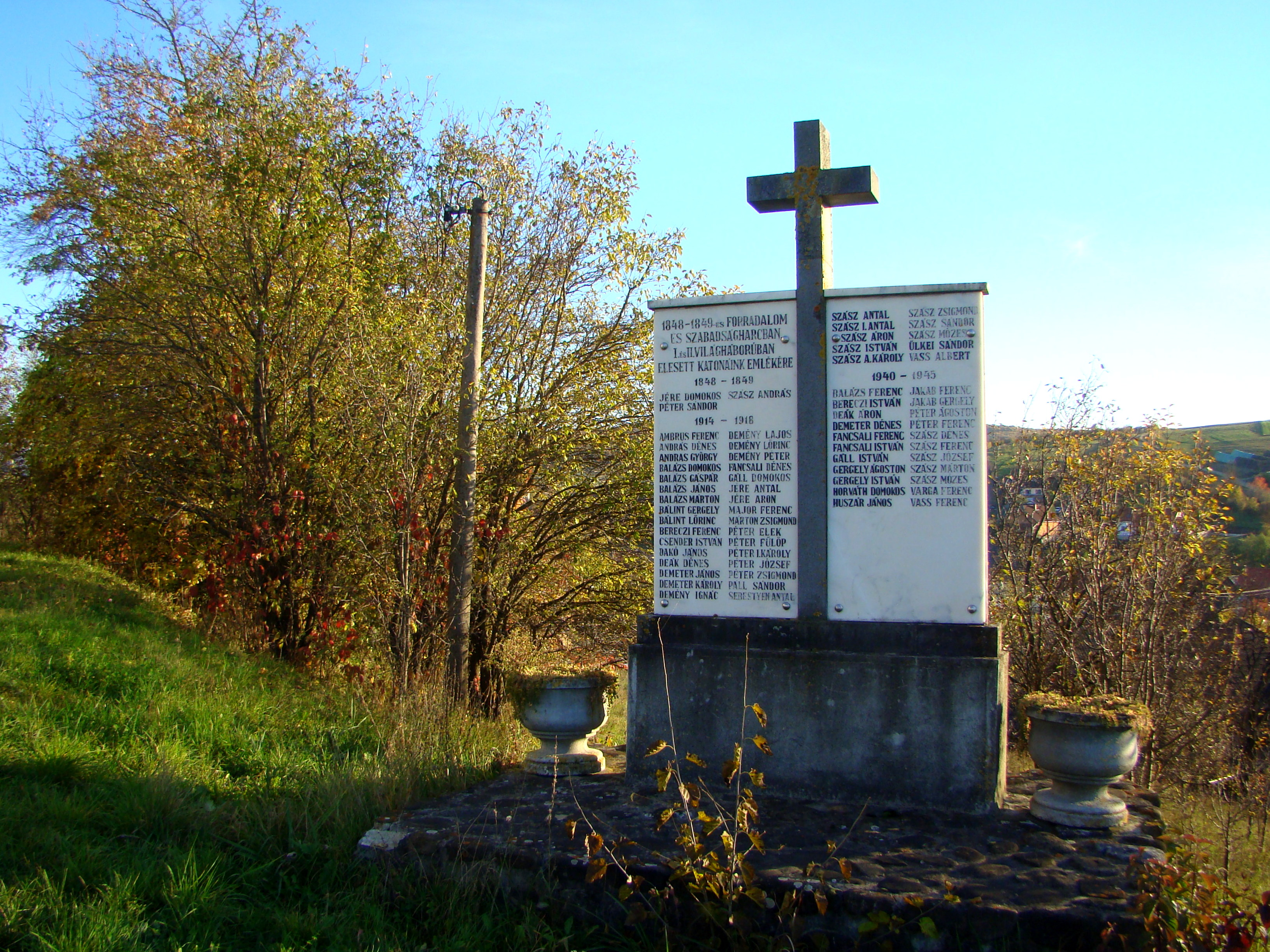
Monumentul eroilor
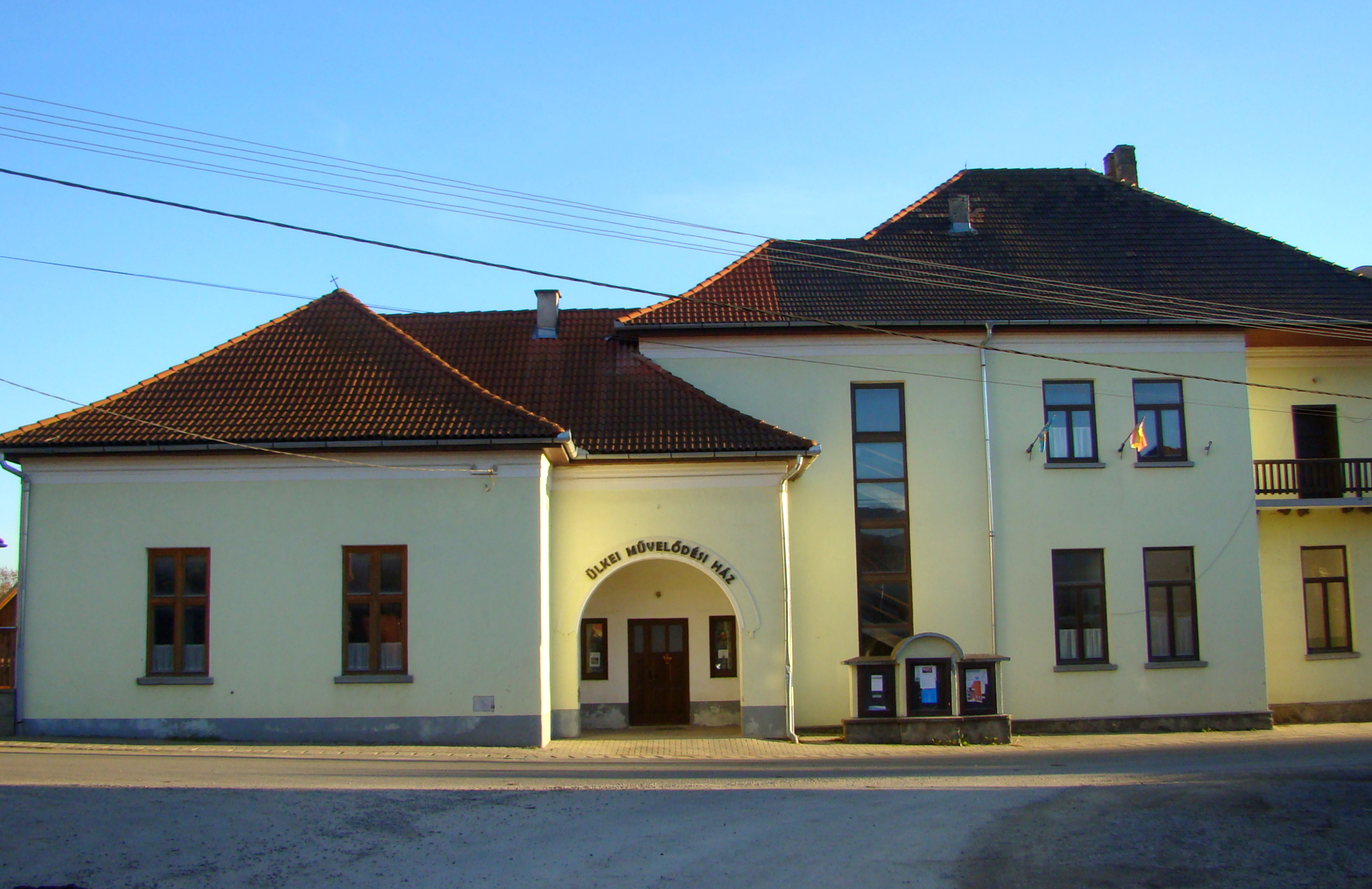
Casa de cultură
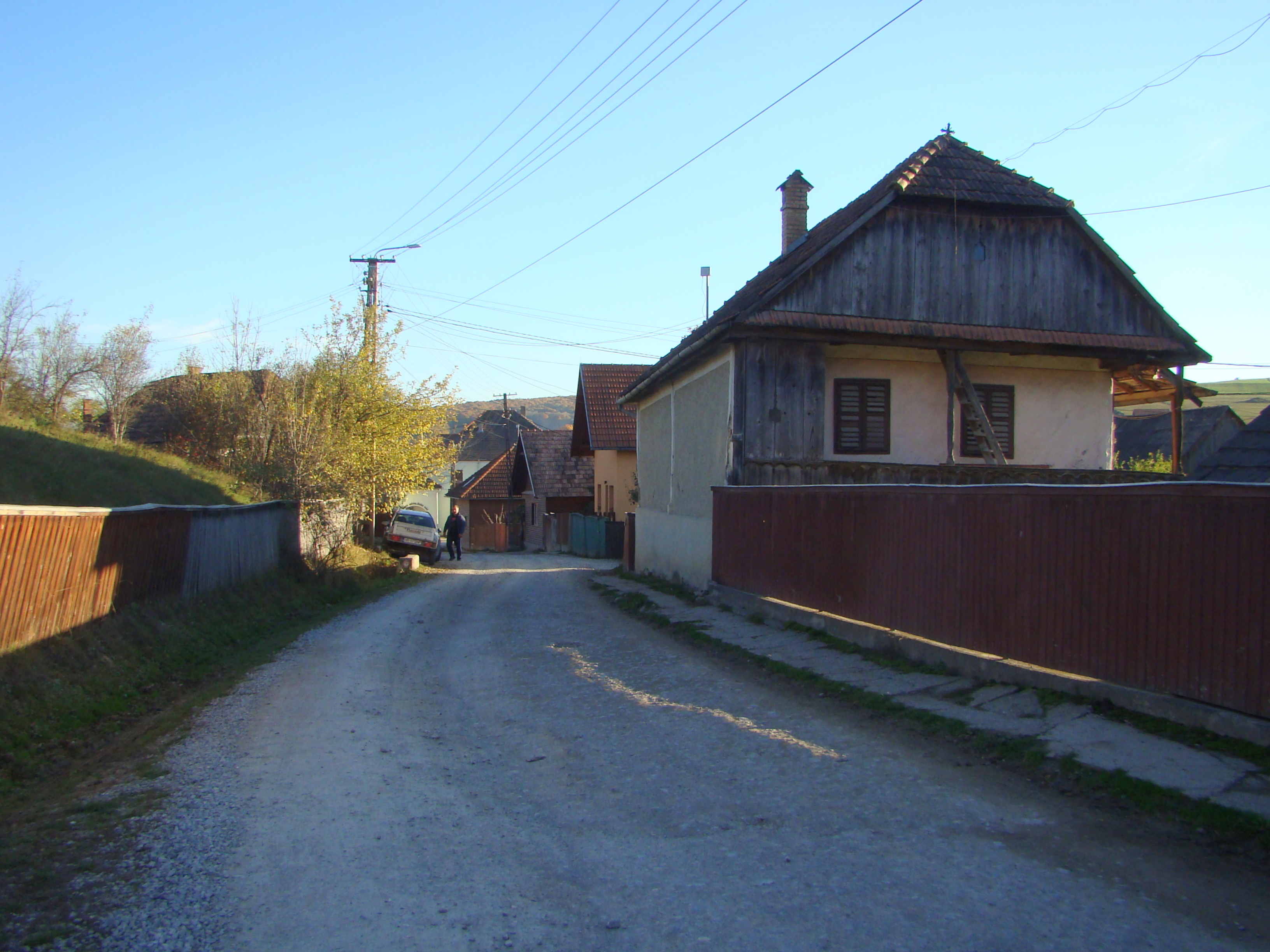
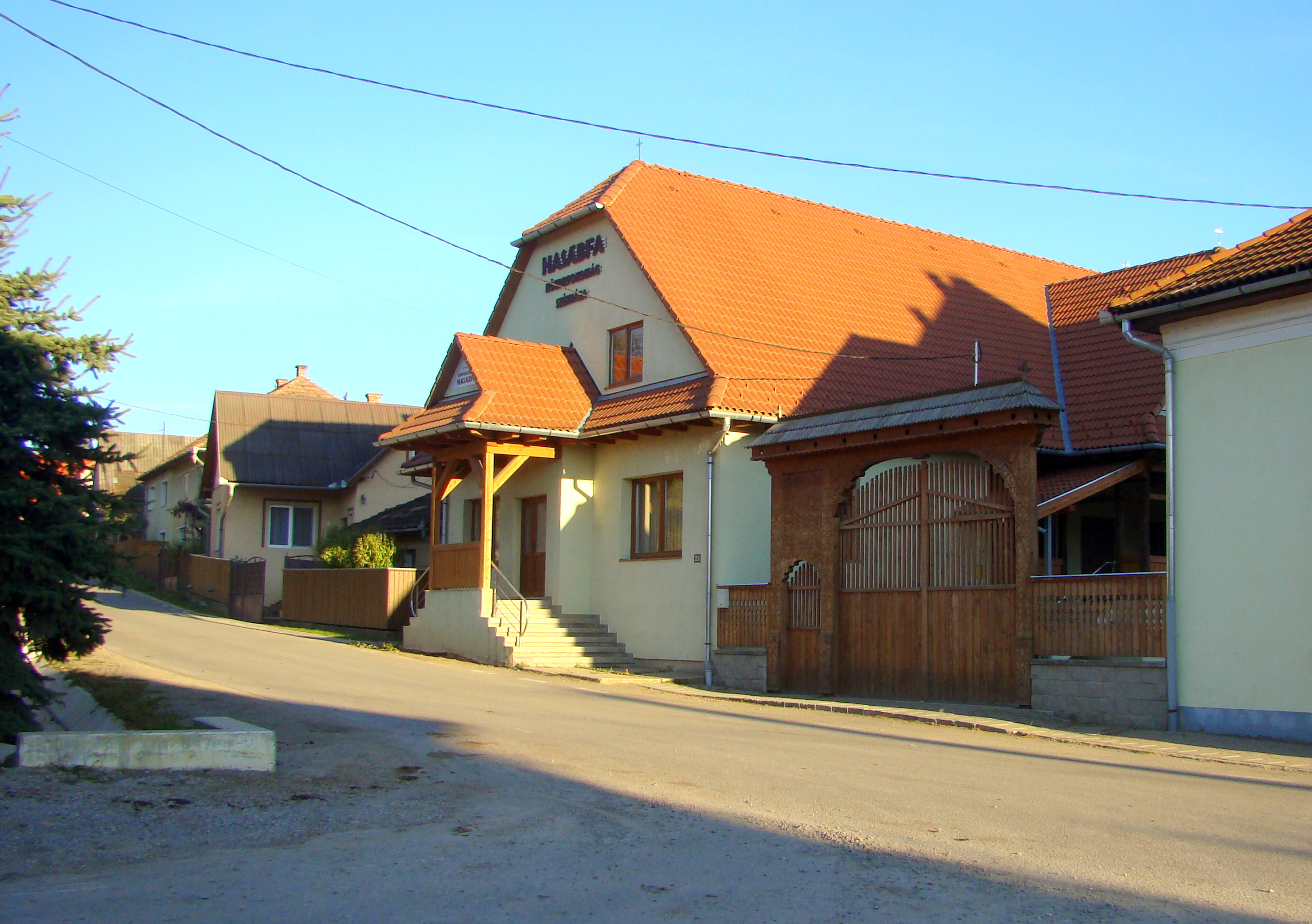